# Википедија на кантонском кинеском језику
Википедија на кинеском кантонском језику је верзија Википедије на кантонском кинеском језику, слободне енциклопедије, која данас има преко 144.859 чланака и заузима на листи Википедија 66. место.